# The Bank Hacker
The Bank Hacker (De Kraak) è una serie televisiva belga composta da 8 episodi, trasmessa in Germania su ZDFneo il 21 maggio 2021 e distribuita in Belgio sul servizio di streaming Streamz il 1º dicembre 2021 e trasmessa su VTM dall'11 marzo al 29 aprile 2024.
In Italia la serie è stata distribuita in esclusiva sul servizio di streaming Mediaset Infinity il 2 gennaio 2025.

## Trama
Il ventenne Jeremy Peeters è un timido ma brillante nerd del computer, il quale vive in perfetto anonimato e non è mai entrato in contatto con la legge. Ma quando come studente di informatica vince un concorso di hacking, una banda di truffatori gli chiede di hackerare digitalmente la banca internazionale di Francoforte. Con il suo aiuto vogliono commettere la più grande rapina in banca mai vista e mettere a segno un bottino di 350 milioni di euro.

## Episodi
| Stagione       | Episodi | Prima TV | Prima TV | Pubblicazione | Pubblicazione |
| Stagione       | Episodi | Germania | Belgio   | Belgio        | Italia        |
| -------------- | ------- | -------- | -------- | ------------- | ------------- |
| Prima stagione | 8       | 2021     | 2024     | 2021          | 2025          |

## Personaggi e interpreti

### Personaggi principali
- Jeremy Peeters, interpretato da Tijmen Govaerts.
- Ada van Praet, interpretata da Ella-June Henrard.
- Alidor Van Praet, interpretato da Gene Bervoets.
- Bart Davids, interpretato da Koen de Graeve.
- Souleymane Bande, interpretato da Claude Musungayi.
- Ivan Damman, interpretato da Manuel Broekman.
- Erica De Boeck, interpretata da Hilde De Baerdemaeker.
- Anouk Peeters, interpretata da An Miller.
- Lilly Rose Peeters, interpretata da Floor van Boven.
- Armand Peeters, interpretato da Dirk Van Dijck.
- Frieda Peeters, interpretato da Chris Thys.

### Personaggi secondari
- Gunther Van De Weert, interpretato da Joris Hessels.
- Charlotte Davids, interpretata da Katrien Vandendries.
- Hinda, interpretata da Efrat Galai.
- Andy Seghers, interpretato da Joren Seldeslachts.
- Direttore nancario Willem Dienants, interpretato da Axel Daeseleire.
- Milan Put, interpretato da Felix Meyer.
- Terapista Aisha, interpretata da Ikram Aoulad.
- Kurt Dietrich, interpretata da Atilla Borlan.
- Philip Daum, interpretato da Marc Oliver Schulze.
- Moustafa El Bakri, interpretato da Yassine Ouaich.
- Ispettore Rudiger, interpretato da Florian Fitz.
- Lies Lissens, interpretato da Louise Bergez.
- Fixer Hongkong, interpretato da William Kwok.
- Juf Mieke, interpretata da Sofie Palmers.
- Hicham Al Azour, interpretato da Mo Ahmadi.
- Fabienne Daum, interpretato da Elisabeth-Marie Leistikow.

## Produzione
La serie è creata e scritta da Maarten Goffin, Kristof Hoefkens, diretta da Frank van Mechelen e Joost Wynant e prodotta da De Mensen. 

### Riprese
Le riprese sono state effettuate nell'autunno del 2018 ad Anversa, Amsterdam, Francoforte sul Meno, Tel Aviv e Hong Kong.

## Accoglienza
Una recensione su Seriejunkies.de descrive la serie come la storia di una banda, raccontata nello stile di Ocean's Eleven - Fate il vostro gioco (Ocean's Eleven). L'episodio pilota rappresenta un intrattenimento superficiale. Per quanto riguarda la produzione, ha un cast forte e di alto livello, che si riflette soprattutto in bellissime immagini.